# 너비 우선 탐색

너비 우선 탐색의 애니메이션 예제.

너비 우선 탐색(Breadth-first search, BFS)은 맹목적 탐색방법의 하나로 시작 정점을 방문한 후 시작 정점에 인접한 모든 정점들을 우선 방문하는 방법이다. 더 이상 방문하지 않은 정점이 없을 때까지 방문하지 않은 모든 정점들에 대해서도 너비 우선 검색을 적용한다. OPEN List는 큐를 사용해야만 레벨 순서대로 접근이 가능하다.

## 의사 코드
```
def
 
breadth_first_search
(
problem
):

  
# a FIFO open_set

  
open_set
 
=
 
Queue
()

  
# an empty set to maintain visited nodes

  
closed_set
 
=
 
set
()

  
# a dictionary to maintain meta information (used for path formation)

  
meta
 
=
 
dict
()
  
# key -> (parent state, action to reach child)

  
# initialize

  
start
 
=
 
problem
.
get_start_state
()

  
meta
[
start
]
 
=
 
(
None
,
 
None
)

  
open_set
.
enqueue
(
start
)

  
while
 
not
 
open_set
.
is_empty
():

    
parent_state
 
=
 
open_set
.
dequeue
()

    
if
 
problem
.
is_goal
(
parent_state
):

          
return
 
construct_path
(
parent_state
,
 
meta
)

    
for
 
(
child_state
,
 
action
)
 
in
 
problem
.
get_successors
(
parent_state
):

      
if
 
child_state
 
in
 
closed_set
:

        
continue

      
if
 
child_state
 
not
 
in
 
open_set
:

        
meta
[
child_state
]
 
=
 
(
parent_state
,
 
action
)

        
open_set
.
enqueue
(
child_state
)

    
closed_set
.
add
(
parent_state
)

def
 
construct_path
(
state
,
 
meta
):

  
action_list
 
=
 
list
()

  
while
 
True
:

    
row
 
=
 
meta
[
state
]

    
if
 
len
(
row
)
 
==
 
2
:

      
state
 
=
 
row
[
0
]

      
action
 
=
 
row
[
1
]

      
action_list
.
append
(
action
)

    
else
:

      
break

  
return
 
action_list
.
reverse
()

```

## 장단점
장점
- 출발노드에서 목표노드까지의 최단 길이 경로를 보장한다.

단점
- 경로가 매우 길 경우에는 탐색 가지가 급격히 증가함에 따라 보다 많은 기억 공간을 필요로 하게 된다.
- 해가 존재하지 않는다면 유한 그래프(finite graph)의 경우에는 모든 그래프를 탐색한 후에 실패로 끝난다.
- 무한 그래프(infinite graph)의 경우에는 결코 해를 찾지도 못하고, 끝내지도 못한다.

## 같이 보기
- 깊이 우선 탐색